# 井栏边草
井栏边草（学名：Pteris multifida）为凤尾蕨科凤尾蕨属下的一个种。

## 扩展阅读
- 維基物種上的相關：井栏边草

## 外部連結
- 鳳尾草 Feng Wei Cao（页面存档备份，存于） 中藥標本數據庫 (香港浸會大學中醫藥學院) （繁體中文）（英文）